# Hyperaspis punctata
Hyperaspis punctata är en skalbaggsart som beskrevs av Leconte 1880. Hyperaspis punctata ingår i släktet Hyperaspis och familjen nyckelpigor. Inga underarter finns listade i Catalogue of Life.